# Wa-na-ta

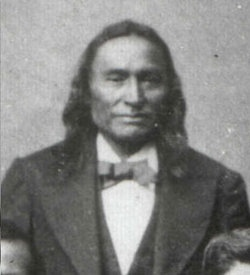
Wa-na-ta.

Wa-na-ta o Waneta (1755-1848) fue un jefe Sioux yanktonai, que participó en la guerra de 1812 apoyando a los británicos contra los estadounidenses bajo las órdenes de Tecumseh, jefe de los shawnee. En 1820 planeó atacar Fort Snelling, pero fue hecho prisionero. A partir de ese momento pasó a ser aliado de los estadounidenses y considerado uno de los jefes dakota hasta su muerte en  1848.